# Гептафторонептунат свинца
Гептафторонептунат свинца — неорганическое соединение, комплексная соль свинца, нептуния и плавиковой кислоты с формулой Pb[NpF7], розово-фиолетовые кристаллы.

## Физические свойства
Гептафторонептунат свинца образует розово-фиолетовые кристаллы моноклинной сингонии, пространственная группа P 21/c, параметры ячейки a = 0,626 нм, b = 1,342 нм, c = 0,890 нм
.